# Мухаммад аль Фазарі
Мухаммад аль Фазарі (746, Куфа — 796/806) — мусульманський перекладач, математик, астроном та філософ, але прославився в більшій мірі завдяки перекладу. Створив переклад «Брахма-спхута-сіддханту», який був написаний Санскритом автором — Брамагупта і в перекладі був названий «Великий сіндхінд».